# Gregorio Paz
Gregorio Paz (San Miguel de Tucumán, 1797 - Buenos Aires, 1869) fue un militar argentino que luchó en la guerra contra la Confederación Perú-Boliviana y en las guerras civiles argentinas.

## Biografía
Hijo de Juan Bautista Paz, que sería en varias oportunidades ministro de su provincia, era hermano del después vicepresidente Marcos Paz.
Se enroló en el Ejército del Norte en 1814, en el que participó en la batalla de Sipe-Sipe. Tras la disolución del mismo, se incorporó al ejército de la República de Tucumán y participó en las guerras civiles de comienzos de la década de 1820. En 1823 fue nombrado comandante de Amaicha del Valle y Colalao del Valle, en el extremo oeste de la provincia.
Formó en las filas del caudillo unitario Javier López y de Lamadrid. Participó en la Batalla de El Tala al frente de la reserva, y llegó al grado de coronel en noviembre de 1826. Organizó un escuadrón con la misión de llevarlo a la Guerra del Brasil, pero este fue utilizado en la guerra civil: al frente del mismo participó en la Batalla de Rincón de Valladares.
Participó a órdenes del gobernador de Tucumán, Javier López, en la batalla de La Tablada contra Facundo Quiroga, y en la campaña subsiguiente a Catamarca, donde organizó el ejército provincial y lo comandó en una campaña contra La Rioja, que fracasó por desorganización de sus propias fuerzas. Volvió a participar en acciones en La Rioja, y cayó prisionero en 1831.

## La política de Alejandro Heredia
El gobernador federal Alejandro Heredia llevó como su ministro general a su padre, Juan Bautista Paz, que logró el indulto para su hijo. A partir de 1835, teniendo una actuación destacada en el combate de Famaillá de enero de 1836, en que fue definitivamente derrotado el exgobernador Javier López; eso le valió el cargo de comandante de armas de la provincia de Tucumán.
Pocos días más tarde ocupó el norte de la provincia de Catamarca en apoyo de las ambiciones de Heredia, que derrotó al gobernador de esa provincia, Felipe Figueroa, en el Combate del Chiflón: por esa campaña, la provincia de Tucumán quitó a la de Catamarca más de la mitad de su superficie.
En octubre de ese año se casó con Ángela de Iramain, originaria de Santiago del Estero e hija del último teniente de gobernador de esa provincia dependiente de la República de Tucumán, Domingo Iramain.
Poco después dirigió la campaña de invasión a la provincia de Salta, por la cual ocupó el gobierno de esa provincia el coronel Felipe Heredia. Este lo nombró comandante de armas de la provincia de Salta.

## Guerra contra la Confederación Perú-Boliviana
En abril de 1837 fue enviado ante el gobernador de Buenos Aires, Juan Manuel de Rosas, por los gobiernos de Tucumán, Catamarca, Salta y Jujuy, para acordar el apoyo del Encargado de las Relaciones Exteriores de la Confederación Argentina para la Guerra entre las confederaciones Argentina y Peruano-Boliviana. Mientras estaba en Buenos Aires, entrevistándose con Rosas, la legislatura salteña lo ascendió al grado de coronel mayor, equivalente al de general.
Durante la guerra fue el comandante de una división del ejército argentino — cuyo comandante nominal era Alejandro Heredia — y ocupó la villa de Humahuaca. Comandó las tropas argentinas en la indecisa Batalla de Santa Bárbara del 13 de septiembre de 1837.
Trasladado a Orán, dirigió desde allí una campaña hacia Tarija, donde logró que el comandante militar de esa plaza, Ildefonso Cuéllar, se pronunciase contra el general Andrés de Santa Cruz. Fue secundado en esa campaña por los comandantes Manuel Virto y Manuel de la Bárcena. En su avance victorioso hacia Tarija envió a Virto a recuperar Iruya, pero este fue rechazado. El 18 de junio de 1838 chocó con las primeras avanzadas enemigas, pero el día 21 inició la retirada, debido al fracaso en Iruya. Fue alcanzado y derrotado por el general Braun en el combate de la Cuesta de Coyambuyo (o batalla de Montenegro), derrota debida en su mayor parte a la deserción de la infantería puneña. Debió abandonar todo el territorio recorrido y regresar a Orán.
El 22 de agosto, Heredia ordenó el repliegue de todo su ejército, dejando la continuación de la guerra a las fuerzas de Chile, que terminaron por aplastar a Santa Cruz. El 12 de noviembre de ese año, el gobernador Heredia, "Protector del Norte", era asesinado por un oficial de su ejército.

## En Buenos Aires
La muerte de Heredia causó una gran conmoción en todas las provincias del norte argentino, y los partidarios del fallecido fueron expulsados de sus gobiernos. El nuevo gobernador tucumano, Bernabé Piedrabuena, expulsó a Paz de su provincia, y este se instaló en Buenos Aires en diciembre de ese mismo año.
Se dedicó a denunciar los progresos del Partido Unitario en su provincia, pero Rosas por el momento no tomó acción alguna y lo incorporó a su ejército.
En 1840 fue nombrado comandante de la sección sur de la ciudad de Buenos Aires, para hacer frente a la invasión de Juan Lavalle. Pasó los años siguientes en la oscuridad de diversos cargos administrativos en el ejército porteño.

## San Gregorio
A fines de 1852, después de la batalla de Caseros y la revolución del 11 de septiembre, se unió a la revolución dirigida por Hilario Lagos, que enfrentaba al gobierno separatista porteño, dirigido por Valentín Alsina. Fue el jefe de Estado Mayor de su ejército, y dirigió las operaciones contra la reacción dirigida por el coronel Pedro Rosas y Belgrano. Este se dejó encerrar en la desembocadura del río Salado, donde Paz lo derrotó en la Batalla de San Gregorio, del 22 de enero de 1853.
Esta victoria logró el inicio del sitio de Buenos Aires, que estuvo varios meses a punto de caer en manos federales. Pero la traición del comandante de la flota federal obligó a levantar el sitio.
Paz pasó a ser comandante de Rosario, un puesto clave. El gobierno porteño exigió —a cambio de no atacar la provincia de Santa Fe— el relevo de Paz, que se produjo el último día de 1854.
Durante los dos años siguientes inspeccionó las fuerzas militares del sur de la Confederación y presentó un extenso informe al presidente Urquiza. El 27 de diciembre de 1856 pasó a retiro con goce de sueldo.
Perdió su jubilación después de la Batalla de Pavón, pero la recuperó en 1868, cuando fue incorporado a la "Lista de Guerreros de la Independencia". 
Falleció en Buenos Aires el 7 de septiembre de 1869.